# Grupos de Acción Unificada por la Libertad Personal

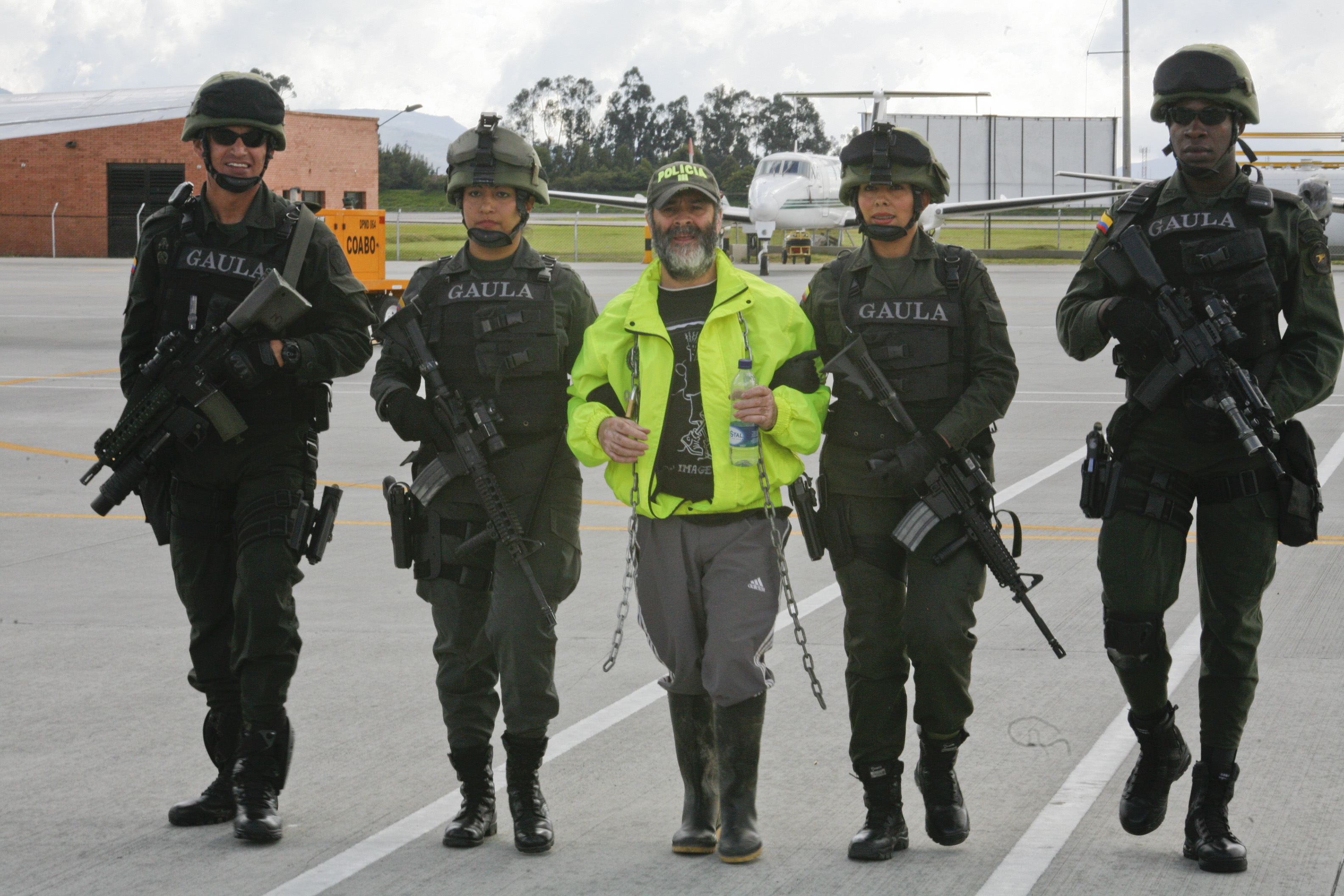
Ein vom Kidnapping befreiter kolumbianischer Unternehmer wird von Mitgliedern der GAULA begleitet, Dezember 2012.

Grupos de Acción Unificada por la Libertad Personal oder kurz GAULA (deutsch Vereinigte Aktionsgruppen für die Personenbefreiung) sind kolumbianische Eliteeinheiten zur Befreiung von Kidnapping-Opfern. Sie wurden aufgrund des Ley 282 de 1996 (Gesetz 282 des Jahres 1996) in Zusammenarbeit mit den USA gegründet und werden von der Dirección Nacional de Gaula Militares beaufsichtigt. Die Befreiung der ehemaligen Präsidentschaftskandidatin Ingrid Betancourt war der spektakulärste Fall, der von Gaula-Gruppen durchgeführt wurde.
Mit einem Anfangsbudget von 25 Millionen US-Dollar starteten zehn ausländische Instruktoren das Programm in Kolumbien. Für das Training wurde am 11. Juni 2004 ein erstes Centro de Entrenamiento Táctico Antisecuestro eingerichtet, das sich in einem nördlichen Außenbezirk von Bogotá befindet. Mittlerweile gibt es in allen Landesteilen ähnliche Einrichtungen. Das Trainingszentrum in Bogotá ist die weltweit drittgrößte ihrer Art, um Kidnapping-Situationen zu simulieren.

## Organisation
Die Gaula sind folgendermaßen organisiert: Geführt werden die Spezialeinheiten durch einen Staatsanwalt und einen Kommandanten des Militärs oder der Polizei. Es gibt eine Geheimdienst- und Analyseeinheit. Daneben gibt es eine operative Einheit, welche für die Planung und Durchführung der Einsätze verantwortlich ist. In dieser Einheit sind Mitglieder der Streitkräfte, der Policía Nacional und des Departamento Administrativo de Seguridad zusammengefasst. Als viertes existiert eine Ermittlungseinheit, welche von einem Staatsanwalt geleitet wird.
Es gab im Jahr 2014 insgesamt 21 Staffeln der Gaula in den kolumbianischen Streitkräften, die von 86 Offizieren befehligt wurden. Ihre Mitglieder erhalten ein höchstes Niveau an Ausbildung, damit Entführungen verhindert, die Beschaffung von Geheimdienstinformationen durchgeführt und Opfer in Sicherheit gebracht werden können. Gaula-Beamte sind mit der neuesten Spitzentechnologie ausgestattet und für den städtischen sowie ländlichen Kampf ausgebildet. Sie werden auch für die Erfassung von Geheimdienstinformationen trainiert, führen Razzien aus, um mithilfe eines Krisenmanagements Opfer vor Entführungen zu bewahren. Seit Beginn des Programms 2004 kamen insgesamt 28 Gaula-Kämpfer bei diversen Befreiungsaktionen ums Leben. Im Jahr 2023 hatte das Heer inzwischen 26 Gaula Gruppen aufgestellt vier Gaula Gruppen gab es bei der Marine und zwei Gaulas bei der Luftwaffe.